# Бококолос Корда
Бококолос Корда (Porella cordaeana) — вид печіночників порядку бококолосальних (Porellales).

## Поширення
Батьківщиною є Європа, Північна Америка, Азія.
Росте на вологих, тінистих силікатних і карбонатних породах, у джерелах і струмках, на підстилках лісів, у високих трав'янистих районах і під альпійськими гірками, на кущах, рідше на коренях дерев або в області основи стовбура.

## Характеристика
Міцні, від світло-коричневого до оливково-зеленого або темно-зеленого кольору рослини мають ширину від 3 до 4 міліметрів і неправильно одно- або подвійно перисті. У мокрому стані вони жирні й блискучі, у сухому – тьмяні. Бічні листки дволопатеві. Верхня частка яйцеподібна із заокругленою верхівкою. Значно менша, вузькояйцеподібна нижня частка хвиляста і частково звернена всередину, зазвичай вужча за стебло і проходить по ньому часто зубчастим краєм. Розмір клітин пластинки в середині листка становить від 28 до 40 мікрометрів, а кути клітин потовщені. Кожна клітина містить від 20 до 40 масляних тілець, які мають сферичну або яйцеподібну форму і мають розмір приблизно 2–3 мікрометри. Короткі язикоподібні нижні листки з загорнутим кінчиком і хвилястими краями йдуть далеко вниз по стеблу з зубчастим краєм. Виводкові тіла відсутні, оцвітина і спорогони зустрічаються рідко.